# FDP-Bundesparteitag 1991
Koordinaten: 50° 36′ 37″ N, 10° 41′ 16″ O

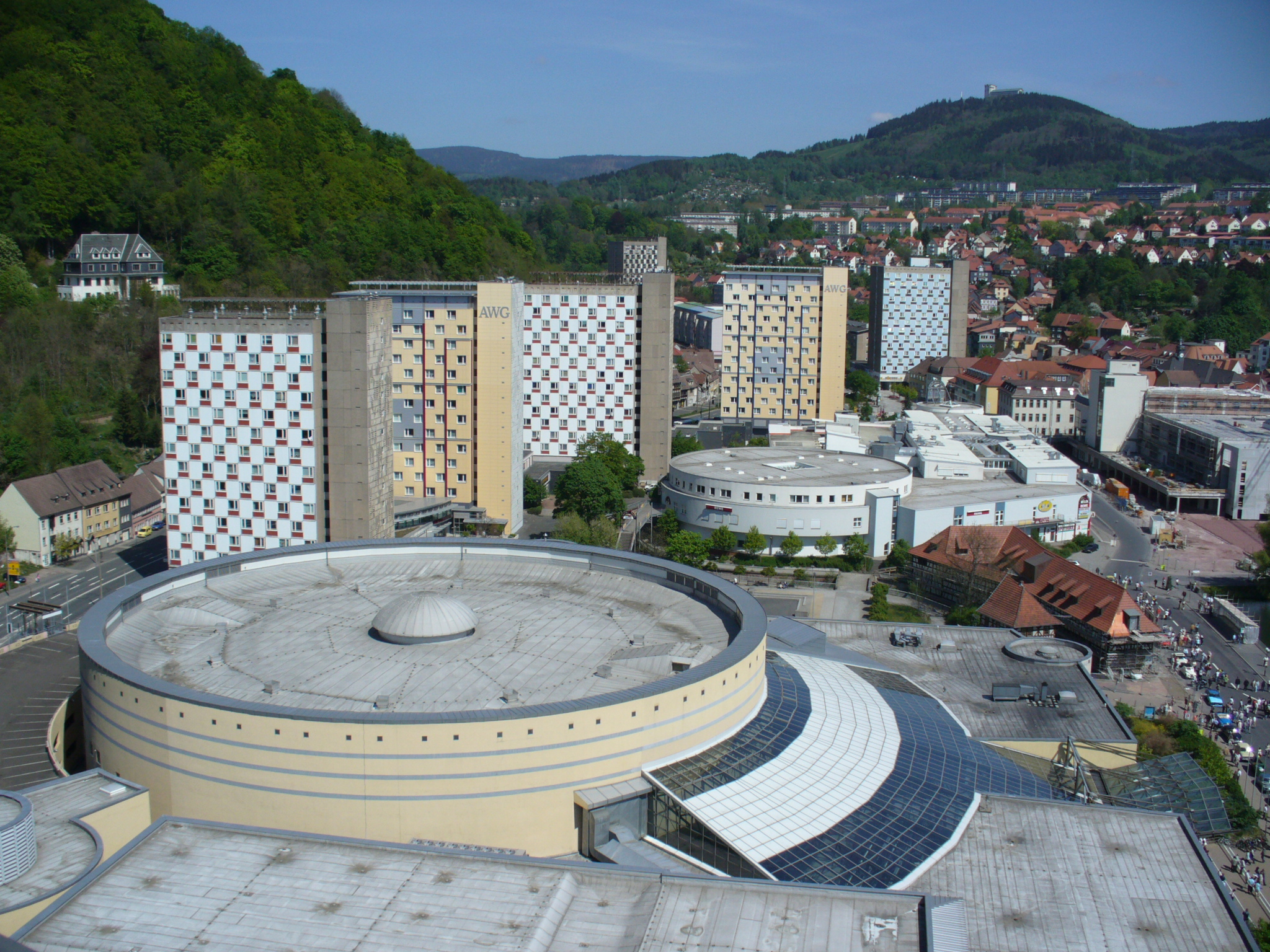
Stadthalle (im Vordergrund)

Den Bundesparteitag der FDP 1991 hielt die FDP vom 1. bis 3. November 1991 in Suhl (Thüringen) ab. Es handelte sich um den 42. ordentlichen Bundesparteitag der FDP in der Bundesrepublik Deutschland und den ersten in Ostdeutschland.

## Verlauf  und Beschlüsse

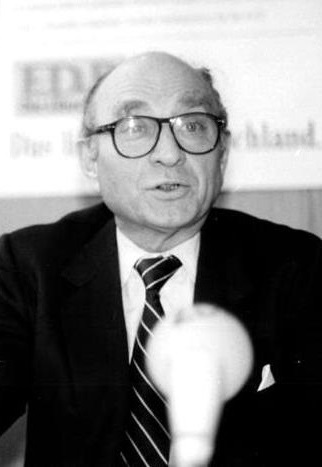
Otto Graf Lambsdorff (1990)

Auf dem Parteitag wurde Otto Graf Lambsdorff mit 433 von 646 Delegiertenstimmen als Parteivorsitzender bestätigt. Zum neuen Generalsekretär wurde Uwe-Bernd Lühr gewählt, der Cornelia Schmalz-Jacobsen ablöste.
Auf dem Parteitag wurde das Papier „Soziale Chancen durch liberale Marktwirtschaft“ verabschiedet sowie der Beschluss über die Einführung einer Pflegeversicherung gefasst. Weitere Beschlüsse erfolgten über eine Militärhilfe für die Türkei, illegale Waffenlieferungen nach Israel, die Regionalisierung der Sozialversicherungssysteme, die Wehrpflicht, Regierungskonferenzen der Europäischen Gemeinschaft zur Europäischen Parlamentarier-Union und zur Europäischen Wirtschafts- und Währungsunion sowie zur liberalen Politik für Selbstbestimmung, Menschen- und Minderheitenrechte in Jugoslawien.

## Bundesvorstand
Dem Bundesvorstand gehörten nach der Neuwahl 1991 an:
| Vorsitzender                 | Otto Graf Lambsdorff |
| Stellvertretende Vorsitzende | Irmgard Adam-Schwaetzer, Rainer Ortleb, Wolfgang Gerhardt |
| Generalsekretär              | Uwe Lühr |
| Schatzmeister                | Hermann Otto Solms |
| Beisitzer im Präsidium       | Carola von Braun, Walter Hirche, Joachim Günther |
| Beisitzer im Bundesvorstand  | Mechthild von Alemann, Gerhart Baum, Rainer Brüderle, Peter Caesar, Harald Cronauer, Stefan Diekwisch, Olaf Feldmann, Elisabeth Frauendorf, Angelika von Fritsch, Rosemarie Fuchs, Walter Goldbeck, Martin Hildebrandt, Burkhard Hirsch, Sigrid Hoth, Petra Klaucke, Andreas Kniepert, Andreas Kniepert, Wolfgang Knoll, Roland Kohn, Peter Kunert, Sabine Leutheusser-Schnarrenberger, Hans-Joachim Otto, Detlev Paepke, Ludwig Martin Rade, Günter Rexrodt, Manfred Richter, Achim Rohde, Uwe Ronneburger, Ursula Seiler-Albring, Max Stadler, Susanne Thaler, Robert Vogel, Ruth Wagner, Guido Westerwelle, Uta Würfel |
| Ständige Vertreter           | Rüdiger von Wechmar (Europa-Parlament), Wolfgang Weng (Bundestagsfraktion) |
| Ehrenvorsitzende             | Walter Scheel |